# Mario vs. Donkey Kong: Tipping Stars
Mario vs. Donkey Kong: Tipping Stars (マリオ vs. ドンキーコング　みんなでミニランド?) es un videojuego de puzles desarrollado por Nintendo Software Technology y publicado por Nintendo para la Nintendo 3DS y la Wii U. Es el sexto juego de la serie Mario vs. Donkey Kong, y el 200.º videojuego en el que aparece Mario. El título se lanzó en todo el mundo en marzo de 2015 en la Nintendo eShop para todas las regiones, excepto en Japón. Es el primer título publicado por Nintendo que admite un concepto de compra cruzada, y el primer título de Nintendo 3DS que admite los sellos Miiverse. Si los jugadores compran una versión, reciben un código de descarga gratuita para la otra versión.

## Juego
El juego vuelve a la vista lateral bidimensional del primer juego de Mario vs. Donkey Kong. El jugador debe guiar a los personajes de juguete que marchan al final de cada nivel conectando los vértices con las líneas dibujadas en la pantalla táctil de 3DS o en el Wii U GamePad para crear rampas o puentes que ayuden a los juguetes a cruzar los huecos o a evitar los peligros. Cada último nivel tiene un Mini Mario maldito. El jugador tendrá que guiar al personaje de juguete que marcha hacia el Mini Mario Maldito, ya que el Mini Mario Maldito no puede entrar en la Puerta de la Meta.

## Desarrollo y lanzamiento
En la Conferencia de Desarrolladores de Juegos de marzo de 2014 se presentó una demostración técnica de Mario vs. Donkey Kong para mostrar la Estructura Web de Nintendo, un conjunto de herramientas para que los desarrolladores puedan crear juegos para Wii U con lenguajes de programación sencillos y comunes como el HTML5. En el vídeo de presentación del evento digital previo a la Expo de Entretenimiento Electrónico 2014 de Nintendo, se confirmó el lanzamiento del juego en Wii U en 2015. Nintendo anunció el título definitivo, las fechas de lanzamiento y la confirmación de la versión de Nintendo 3DS en una presentación de Nintendo Direct en enero de 2015, y que el juego será compatible tanto con el juego multiplataforma como con los conceptos de compra cruzada. El juego llegó en discos ópticos físicos y tarjetas de juego 3DS en Japón, y aunque las cajas de juego de Wii U y Nintendo 3DS estaban disponibles en las tiendas de Europa, no incluían medios físicos, sino un código de descarga impreso para ser usado en la respectiva Nintendo eShop.

## Recepción
Tipping Stars recibió críticas mixtas y positivas, con una puntuación agregada de 70/100 en Metacritic para la versión de Wii U. IGN le dio un 6,8/10, alabando el desafío del juego y la gran cantidad de contenido, pero se quejó de la falta de nuevas ideas. EGM también criticó la falta de innovación, pero concluyó su entrevista afirmando que "si lo que quieres es más de esa fórmula sólida, simple y divertida, de lo que quieres más es de Tipping Stars".